# Каслдайн, Лео
Лео Александер Фрэнсис Каслдайн (англ. Leo Alexander Francis Castledine; родился 20 августа 2005 года, Кингстон-апон-Темс, Англия) — английский футболист, полузащитник клуба «Челси».

## Клубная карьера
Каслдайн родился в Кингстон-апон-Темс, где он жил всего в 15 минутах езды от Кобхэма. Свою футбольную карьеру начал в «Челси», за который он болел в детстве. В «Челси» провёл два года, а затем в возрасте семи лет перешел в «Уимблдон». В детстве он также играл в регби и был зачислен в академию «Харлекуинса».
Начав карьеру в «Уимблдон» на позиции защитника, он вскоре переместился на позицию полузащитника. Хорошо освоившись в новой роли, Каслдайн принял участие в предсезонном турне «Уимблдона» до 18 лет по Италии, играя вместе с игроками на четыре года старше себя, а в 2019 году дебютировал в составе команды до 18 лет, став самым молодым игроком «Уимблдона», которому когда-либо удавалось это сделать.
Год спустя, в марте 2020 года, Каслдайн вернулся в «Челси», назвав Мейсона Маунта и Джека Грилиша своими любимыми нынешними игроками. В августе 2022 года в свой семнадцатый день рождения подписал свой первый профессиональный контракт с «Челси» и уже тренировался с основой клуба. 23 января 2024 года дебютировал за «Челси» в матча 1/2 финала Кубка Английской футбольной лиги против «Мидлсбро», выйдя на 85-й минуте, заменив Рахима Стерлинга.

## Карьера в сборной
Каслдайн выступал за молодёжные сборные Англии до 15, 16, 17 и 18 лет, где сыграл 21 матч и забил 3 мяча. За сборную до 19 лет дебютировал в матче против Румынии, где забил гол.

## Личная жизнь
Лео Каслдайн — сын бывшего футболиста «Уимблдона» и телеведущего Стюарта Каслдайна, а также бывшей ведущей программы Homes Under the Hammer Люси Александра. У него есть старшая дочь Китти, которая является актрисой британской мыльной оперы «Жители Ист-Энда».